# Tierberg
Tierberg – szczyt w Alpach Berneńskich, części Alp Zachodnich. Leży w Szwajcarii na granicy kantonów Uri i Berno. Należy do pasma Alp Urneńskich. Można go zdobyć ze schroniska Trifthütte (2520 m), Tierberglihütte (2795 m) lub Chelenalphütte (2350 m). Tierberg to trzy sąsiadujące ze sobą szczyty:
- Vorder Tierberg 3091 m,
- Mittler Tierberg 3311 m,
- Hinter Tierberg 3447 m.